# Gianluca Pollefliet
Gianluca Pollefliet (Bornem, 28 januari 2002) is een Belgisch baan- en wegwielrenner. Anno 2024 rijdt hij voor Decathlon-AG2R La Mondiale

## Carrière
In 2018 behaalde Pollefliet een zilveren medaille op het Belgisch kampioenschap baanwielrennen op het onderdeel keirin en brons op de sprint. In 2020 werd hij zevende op het Belgisch juniorenkampioenschap op de weg. In 2021 won hij twee nationale wedstrijden in Sinaai en de tweede etappe in de Kermisprijs. Hij werd daarnaast ook tiende op het BK op de weg voor beloften. Op de Zesdaagse van Vlaanderen-Gent won hij aan de zijde van Noah Vandenbranden de competitie voor de beloften. In 2022 won hij opnieuw meerdere nationale wedstrijden en de ploegentijdrit in de Ronde van de Elzas. Daarnaast won hij met de Belgische baanwielrenploeg zilver op het EK voor beloften op de ploegenachtervolging (samen met Noah Vandenbranden, Thibaut Bernard en Tuur Dens). Hij werd ook 64e op het BK voor beloften op de weg. Hij nam in 2022 ook voor de eerste maal deel aan de hoofdcompetitie van de Zesdaagse van Vlaanderen-Gent aan de zijde van Noah Vandenbranden eindigde het duo als negende.
In 2023 won hij de Omloop Het Nieuwsblad U23 en met de Memorial Philippe Van Coningsloo zijn eerste profkoers. Hij werd daarnaast derde op het EK voor beloften op de weg en elfde op het EK op de weg voor beloften. Op het EK baanwielrennen voor beloften won hij zilver op de afvalling, zilver in de ploegkoers (samen met Noah Vandenbranden) en brons op de ploegenachtervolging (samen met Noah Vandenbranden, Thibaut Bernard en Brem Deman). Op de Zesdaagse van Vlaanderen-Gent nam hij deel aan de zijde van de Duitser Tim Torn Teutenberg. Voor het seizoen 2024 tekende hij bij de Franse World Tour-ploeg Decathlon-AG2R La Mondiale.

## Erelijst

### Baan
| Jaar     | BK              | EK                                            | WK       | Overige                |
| Junioren | Junioren        | Junioren                                      | Junioren | Junioren               |
| -------- | --------------- | --------------------------------------------- | -------- | ---------------------- |
| 2018     | keirin · sprint |                                               |          |                        |
| Beloften |                 |                                               |          |                        |
| 2022     |                 | ploegenachtervolging                          |          | Dudenhofen: ploegkoers |
| 2023     |                 | afvalling · ploegkoers · ploegenachtervolging |          |                        |

### Weg
2022
1e etappe Ronde van de Elzas (TTT)
3e etappe Ronde van de Provincie Oost-Vlaanderen
2023
Omloop Het Nieuwsblad U23
Memorial Philippe Van Coningsloo

## Ploegen
- 2021 –  ACROG-Tormans
- 2022 –  Lotto-Soudal U23
- 2023 –  Lotto Dstny Development Team
- 2024 –  Decathlon AG2R La Mondiale
- 2025 –  Decathlon AG2R La Mondiale Team

Armirail · Baudin · Bennett · Berthet · Boasson Hagen · Bonnamour (tot 25/3) · Bouchard · Cosnefroy · De Bondt · De Pestel · Dewulf · Gall · Gautherat · Godon · Hänninen · Labrosse · Lafay ·  Lapeira · Naesen · O'Connor · A. Paret-Peintre · V. Paret-Peintre · Peters · Pollefliet · Prodhomme · Retailleau · Touzé · Tronchon · Vendrame · Warbasse